# 216-та моторизована дивізія (СРСР)
216-та моторизована дивізія — військове з'єднання РСЧА у складі 24-го механізованого корпусу (24 МК) до та під час Німецько-радянської війни.

## Історія
З початком Німецько-радянської війни частини 216-ї моторизованої дивізії були перекинуті до лінії фронту. У складі 24-о МК Південно-Західний фронту обороняла Летичівський УР.
2 серпня 1941 року рештки 216-ї моторизованої дивізії, чисельністю близько полку, разом з корпусом потрапили в Уманський котел.
Протягом 1-3 серпня дивізія разом з 17-м мотоциклетним полком та 44-ю гірськострілецькою дивізією вели бої за оволодіння Новоархангельськом, який був ключовим пунктом виходу з оточення військ 6-ї та 12-ї армій на схід. Їм протистояли 16-та моторизована дивізія та бригада Лейбштандарте-СС «Адольф Гітлер». Бої мали запеклий характер, тому населений пункт неодноразово переходив з рук в руки. Незважаючи на великі втрати з обох сторін, німцям вдалося втримати Новоархангельськ.
В результаті розгрому оточених армій 216-та моторизована дивізія була знищена, командир полковник А. С. Саркісян та більша частина командного складу загинули під час виходу з оточення.

## Підпорядкування
- Київський військовий округ, 24-й механізований корпус, (до 22 червня 1941)
- Південно-Західний фронт, 24-й механізований корпус (22 червня — 2 липня 1941)
- Південно-Західний фронт, 6-та армія, 24-й механізований корпус (2 липня — 4 липня 1941)
- Південно-Західний фронт, 26-та армія, 24-й механізований корпус (4 липня — 12 липня 1941)
- Південно-Західний фронт, 12-та армія, 24-й механізований корпус (12 липня — 25 липня 1941)
- Південний фронт, 24-й механізований корпус (25 липня — 7 серпня 1941)

## Склад
- 647-й мотострілецький полк
- 665-й мотострілецький полк
- 134-й танковий полк
- 656 артилерійський полк
- 42-й окремий винищувально-протитанковий дивізіон
- 215-й окремий зенітно-артилерійський дивізіон
- 290-й розвідувальний батальйон
- 370-й легко-інженерний батальйон
- 590-й окремий батальйон зв'язку
- 214-й артилерійський парковий дивізіон
- 356-й медико-санітарний батальйон
- 685-й автотранспортний батальйон
- 160-й ремонтно-відновлювальний батальйон
- 34-та рота регулювання
- 490-й польовий хлібозавод
- 725-та польова поштова станція
- 586-та польова каса Держбанку

## Командири
- Полковник А. С. Саркісян